# いなり楽市
いなり楽市（いなりらくいち）とは、愛知県豊川市の豊川稲荷表参道周辺で表参道発展会が主催して定期的に行われているイベントである。

## 概要
3月から11月までの月に一度、日曜日に開催される。
基本コンセプトは「ちょっとレトロな異空間」である。
各商店が店頭で戸板を台にして自由市を繰り広げる「元気軒下戸板市」、広場ではフリーマーケット、通りではストリートパフォーマンスが行われる。
イメージキャラクターは「ごんじい」

## 歴史
- 2003年（平成15年） - 5月4日、5日の豊川稲荷春季大祭から始まった。
- 2006年（平成18年） - 愛知県の「平成18年度ブランド商店街」、中小企業庁の「がんばる商店街77選」に表参道発展会が認定された。
- 2009年（平成21年） - 4月27日「第四回まち交大賞」において表参道発展会が協力する「とよかわイナリズム地区」がアイデア賞を受賞した。
- 2011年（平成23年） - 2月11日に「第一回地域再生大賞」において表参道発展会が優秀賞を受賞した。

## 主なイベント内容
- ちんどんや（当日限定）
- お調子者コンテスト
- フリーマーケット
- ストリートパフォーマンス
- 青物市
- 人力車

## 備考
日程
- 3月から11月までの月1回、日曜日（豊川稲荷：春季大祭・秋季大祭の月は同日に振り替え）
- AM10：00〜PM4：00（夜間開催の場合はPM3：00〜PM9：00）

場所
- 豊川稲荷表参道（通称：門前通り）

イメージキャラクター
- ごんじい： 昔の商店街を闊歩していたというオヤジを懐かしさと親しみを込め、イメージキャラクターに起用した。